# رشا كشان

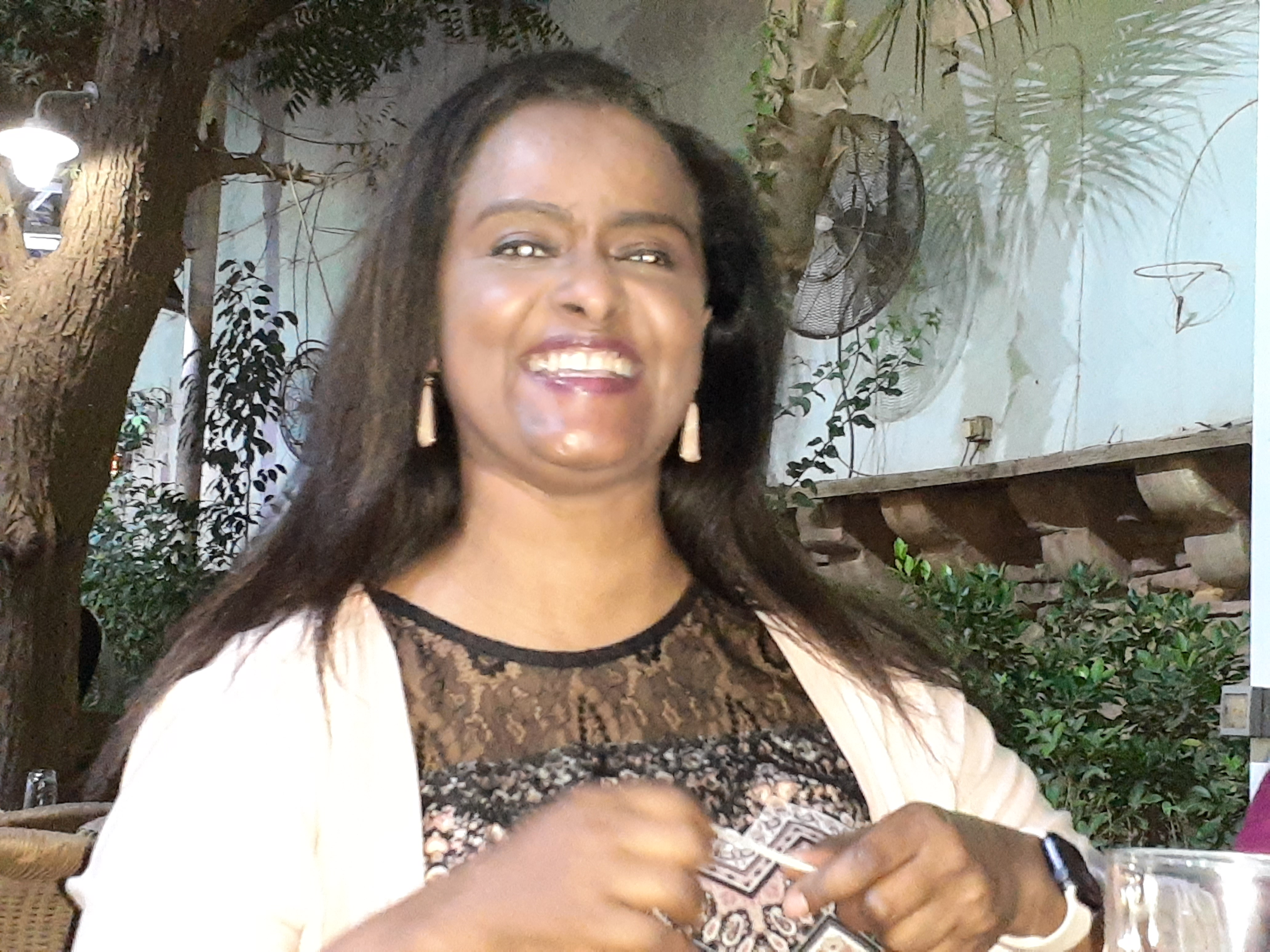

هي إعلامية سودانية تعمل لدى هيئة الإذاعة البريطانية «بي بي سي» ولدت في مدينة اكسفورد ودرست بمدينة الأبيض والقضارف، وتعد من الاعلاميات السودانيات القلائل اللواتي عملن في الهيئة البريطانية للإذاعة وهي السودانية الوحيدة بالقسم العربي لهيئة الإذاعة البريطانية وتمتد مسيرتها الاعلامية لأكثر من 20 عاماً بدأتها كصحفية بصحيفتي الأضواء والخرطوم، وتدرجت بالعمل حتى وصلت لمنصب رئيس تحرير وهي كفيفة في البي بي سي. وهي ثاني إعلامية تعمل في بي بي سي بعد الاعلامية زينب بدوي التي عملت في القسم الإنجليزي للهيئة.

## دراستها
نالت رشا شهادة الاعلام من جامعة الخرطوم كدبلوم دراسات عليا في العام 1995م وبكالريوس الصحافة والاتصال من جامعة السودان للعلوم والتكنولوجيا في العام 1995م، كما نالت درجتي ماجستير في الترجمة التحريرية ثثنائية اللغة والصحافة عامي 1999 و 2001م من جامعة وستمنستر، ومن ثم انتقلت لبريطانيا وحازت على شهادات عليا في التحرير التلفزيوني والاذاعي وماجستير في الترجمة أهلتها للالتحاق بالعمل بالقسم العربي لهيئة الإذاعة البريطانية في اواخر العام 2004 م.

## عملها
تمتلك رشا خبرة 20 عاما في وسائل الإعلام الدولية وبدأت العمل في بي بي سي في أواخر العام 2004م كأول صحفية سودانية، وتدرجت في العمل بين مذيعة ومنتجة وصحفية ومراسلة ومخرجة وكبير صحفيين ورئيس تحرير لاحقا. وتعمل حاليا مديرة التطوير بالهيئة، كما اختارتها الهيئة كأحد 30 عاملين بها مرشحين لأن يكونوا قادة مستقبلين.

## مشاريعها وإنجازاتها
أطلقت رشا بواسطة البي بي سي في العام 2018 مبادرة تدريب الصحافيين ذوي الإعاقة من البلدان العربية وسميت «حلق عاليا»، وتهدف المبادرة لتطوير قدرات الصحافيين أصحاب الإعاقات من كل الأنواع، ويمنح البرنامج التأهيلي، الذي يستمر لستة أشهر، المنخرطين فيه فرصة لاكتساب مهارات الصحافة الاحترافية على يد مجموعة من رؤساء تحرير ومدربي بي بي سي.

## وصلات خارجية
1. البي بي سي
2. BBC News